# Мартин де ла Хара
Мартин де ла Хара (на испански: Martín de la Jara) е населено място и община в Испания. Намира се в провинция Севиля, в състава на автономната област Андалусия. Общината влиза в състава на района (комарка) Сиера Сур де Севиля. Заема площ от 50 km². Населението му е 2782 души (по преброяване от 2010 г.). Разстоянието до административния център на провинцията е 109 km.

## Демография
| 1996 | 1998 | 1999 | 2000 | 2001 | 2002 | 2003 | 2004 | 2005 | 2006 |
| ---- | ---- | ---- | ---- | ---- | ---- | ---- | ---- | ---- | ---- |
| 2819 | 2802 | 2774 | 2747 | 2706 | 2721 | 2726 | 2760 | 2748 | 2737 |